# Expediția lui Amundsen la Polul Sud

Roald Amundsen,, și (s-j) la „Polheim”, cortul ridicat la Polul Sud la. Steagul de sus este Steagul Norvegiei; partea de jos este însemnată „Fram”. Fotografie de.

Prima expediție care a ajuns la Polul Sud geografic a fost condusă de exploratorul norvegian Roald Amundsen. El și alți patru au ajuns la pol la 14 decembrie 1911, cu cinci săptămâni înaintea unui grup britanic condus de Robert Falcon Scott, ca parte a expediției Terra Nova. Amundsen și echipa sa s-au întors în siguranță la baza lor și au aflat ulterior că Scott și cei patru tovarăși ai lui au murit în călătoria lor de întoarcere. 
Planurile inițiale ale lui Amundsen s-au axat pe Arctica și cucerirea Polului Nord cu ajutorul unei derive extinse a unui vas prins în banchiza de gheață. A obținut utilizarea navei de explorare polară Fram a lui Fridtjof Nansen și a întreprins o amplă campanie de strângere de fonduri. Pregătirile pentru această expediție au fost perturbate când, în 1909, exploratorii americani Frederick Cook⁠(d) și Robert E. Peary au afirmat fiecare că ar fi ajuns la Polul Nord. Amundsen și-a schimbat apoi planul și a început să se pregătească pentru o cucerire a Polului Sud; nesigur de măsura în care publicul și susținătorii săi îl vor sprijini, a păstrat secret acest obiectiv revizuit. Când a pornit în iunie 1910, chiar și pe echipajul său l-a făcut să creadă că se îmbarcă într-o derivă arctică și și-a dezvăluit adevărata destinație antarctică abia când Fram părăsea ultimul port de apel, Madeira. 
Amundsen și-a făcut baza Antarctică, pe care a numit-o „Framheim”, în Golful Balenelor⁠(d) din Marea Barieră de Gheață⁠(d). După câteva luni de pregătire, depozitare și un start fals care era să se încheie cu un dezastru, el și expediția sa au pornit spre pol în octombrie 1911. Pe parcursul călătoriei lor, au descoperit ghețarul Axel Heiberg⁠(d), care le-a asigurat traseul spre platoul polar⁠(d) și în cele din urmă până la Polul Sud. Stăpânirea de către grup a utilizării schiurilor și expertiza lor cu câinii de sanie⁠(d) au asigurat o călătorie rapidă și relativ lipsită de probleme. Printre alte realizări ale expediției s-au numărat prima explorare a Țării Regele Edward VII-lea și o amplă croazieră oceanografică. 
Succesul expediției a fost larg aplaudat, deși povestea eșecului eroic al lui Scott a umbrit această realizare în Regatul Unit. Decizia lui Amundsen de a-și păstra adevăratele planuri în secret până în ultimul moment a fost și ea criticată. Istoricii polari recenți recunosc mai pe deplin îndemânarea și curajul expediției lui Amundsen; baza științifică permanentă de la pol poartă numele acestuia, împreună cu cel al lui Scott.

## Context

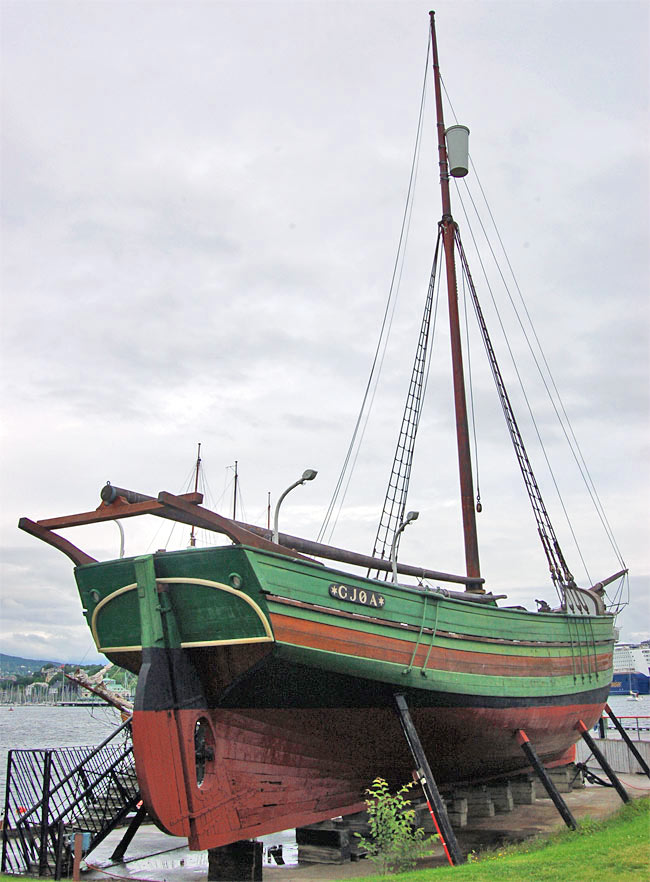
Gjøa, micul sloop în care Amundsen și echipajul său au cucerit Pasajul de Nord-Vest, 1903–1906

Amundsen s-a născut în Fredrikstad (în jur de 80 km de Christiania (astăzi, Oslo)), Norvegia, în 1872, fiul unui armator. În 1893, și-a abandonat studiile medicale la Universitatea din Christiania și s-a înrolat ca marinar la bordul sealerului⁠(d) Magdalena pentru o călătorie în Arctica. După mai multe călătorii s-a calificat ca secund; când nu era pe mare, și-a dezvoltat abilitățile de schi fond în mediul dur al platoului Hardangervidda⁠(d) din Norvegia. În 1896, inspirat de exploatările polare ale conaționalului său Fridtjof Nansen, Amundsen s-a alăturat expediției antarctice belgiene în calitate de marinar, la bordul vasului Belgica, comandat de Adrien de Gerlache. La începutul anului 1898, nava a rămas prinsă în banchiza de gheață⁠(d) din Marea Bellinghausen și a fost ținută repede aproape un an. Expediția a devenit astfel, involuntar, prima care a petrecut o iarnă completă în apele Antarcticii, o perioadă marcată de depresie, înfometare, nebunie și scorbut în rândul echipajului. Amundsen a rămas calm, consemnând totul și folosind experiența pentru a trage învățăminte în toate aspectele tehnicilor de explorare polară, în special ajutoare, îmbrăcăminte și regim alimentar.
Călătoria vasului Belgica a marcat începutul a ceea ce a devenit cunoscut sub numele de epoca eroică de explorare a Antarcticii⁠(d), și a fost urmată rapid de expediții din Regatul Unit, Suedia, Germania și Franța. Cu toate acestea, la întoarcerea în Norvegia în 1899, Amundsen și-a îndreptat atenția spre nord. Încrezător în abilitățile sale de a conduce o expediție, el a pus la cale o traversare a Pasajului de Nord-Vest, traseul maritim pe atunci necartografiat între Atlantic și Pacific, prin labirintul insulelor din nordul Canadei. După ce și-a dobândit brevetul de căpitan⁠(d), Amundsen a achiziționat un mic sloop, Gjøa⁠(d), pe care l-a adaptat pentru călătorii în Arctica. El și-a asigurat patronajul regelui Oscar al Suediei și Norvegiei, sprijinul lui Nansen și suficient sprijin financiar pentru a porni în iunie 1903 cu un echipaj format din șase oameni. Călătoria a durat până în 1906 și a fost un succes deplin; Pasajul de Nord-Vest, care îi învinsese pe marinari timp de secole, a fost în sfârșit cucerit. La 34 de ani, Amundsen a devenit un erou național, și un explorator polar de prim rang.
În noiembrie 1906, americanul Robert Peary s-a întors din ultima lui încercare nereușită de a ajunge la Polul Nord, revendicând un record de cel mai nordic punct atins⁠(d) cu 87° 6′—record contestat de istoricii ulteriori. A început imediat să strângă fonduri pentru o nouă tentativă. În iulie 1907, dr. Frederick Cook⁠(d), un fost tovarăș de vas al lui Amundsen pe Belgica, a pornit spre nord în ceea ce el spunea că este doar o expediție de vânătoare, dar despre care se zvonea că ar fi o încercare de a ajunge la Polul Nord. O lună mai târziu, Expediția Nimrod⁠(d) a lui Ernest Shackleton a pornit spre Antarctica, în vreme ce Robert Falcon Scott se pregătea de o nouă expediție în caz că Shackleton va da greș. Amundsen considera că nu sunt motive să cedeze britanicilor prioritatea în sud, și a vorbit public despre perspectiva de a conduce o expediție antarctică—deși obiectivul lui preferat rămânea Polul Nord.

## Pregătiri

### Nansen șiFram

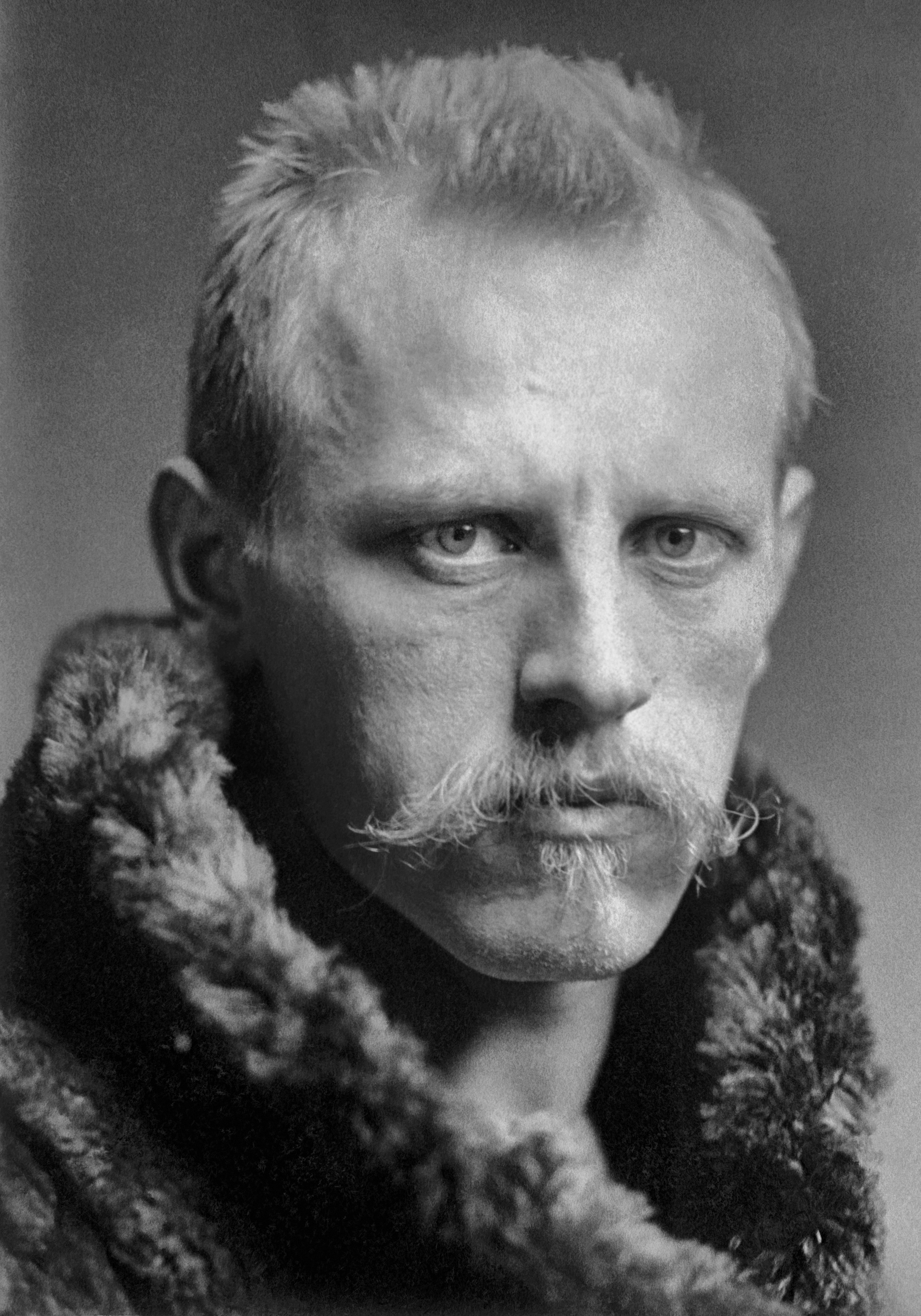
Fridtjof Nansen, a cărui derivă arctică din 1893–96 l-a inspirat pe Amundsen

În 1893, Nansen își condusese nava Fram în banchiza arctică de gheață de pe coasta nordică a Siberiei și a lăsat-o să meargă în derivă spre Groenlanda, în speranța că această rută va traversa Polul Nord. În realitate, deriva nu s-a apropiat de pol, și încercarea lui Nansen și Hjalmar Johansen⁠(d) de a ajunge acolo pe jos nu a reușit. Cu toate acestea, strategia lui Nansen a devenit baza propriilor planuri arctice ale lui Amundsen. El s-a gândit că, dacă ar intra în Oceanul Arctic prin strâmtoarea Bering, chiar la est de punctul de plecare al lui Nansen, nava sa va realiza o derivă mai la nord și va trece în apropiere de pol sau chiar prin el.
Amundsen l-a consultat pe Nansen, care a insistat că Fram este singura navă potrivită pentru o astfel de întreprindere. Fram a fost proiectată și construită în 1891–93 de Colin Archer⁠(d), principalul constructor naval și arhitect naval din Norvegia, în conformitate cu specificațiile exacte ale lui Nansen, ca navă care să reziste expunerii prelungite la cele mai dure condiții arctice. Cea mai distinctivă caracteristică a navei era carena rotunjită care, potrivit lui Nansen, permitea navei „să alunece ca un țipar din îmbrățișarea gheții”. Pentru o rezistență suplimentară, carena a fost învelită în greenheart⁠(d) din America de Sud, lemnul cel mai dur disponibil, iar grinzile și bretelele au fost montate pe toată lungimea. Lățimea de 11 m a navei, foarte mare în raport cu lungimea totală de 39 m îi conferea un aspect îndesat. Această formă îi îmbunătățea rezistența în gheață, dar afecta performanțele sale în marea liberă, unde se mișca lent și tindea să se balanseze lateral foarte incomod. Cu toate acestea, aspectul, viteza și calitățile sale de navigare erau secundare pe lângă asigurarea unui adăpost sigur și cald pentru echipaj în timpul unui voiaj care se putea prelungi pe câțiva ani.
Fram ieșise practic neatinsă din expediția lui Nansen după aproape trei ani în gheața polară. La întoarcere, a fost reamenajată, înainte de a petrece patru ani sub comanda lui Otto Sverdrup⁠(d), cartografiind și explorând 260.000 km² de teritoriu nelocuit din insulele din nordul Canadei. După ce călătoria lui Sverdrup s-a încheiat în 1902, Fram a fost ancorată în Christiania. Deși nava era, din punct de vedere tehnic, proprietatea statului, ea recunoscut tacit faptul că Nansen are primul cuvânt asupra ei. După întoarcerea din Arctica, în 1896, el își dorea să meargă cu Fram într-o expediție în Antarctica, dar până în 1907, astfel de speranțe au dispărut. La sfârșitul lunii septembrie a acelui an, Amundsen a fost chemat la Nansen acasă și i s-a spus că poate avea nava.

### Pași inițiali
Amundsen și-a făcut publice planurile la 10 noiembrie 1908, la o ședință a Societății Norvegiene de Geografie⁠(d). El urma să ocolească cu Fram Capul Horn spre Oceanul Pacific; după aprovizionare în San Francisco, nava urma să continue spre nord, prin Strâmtoarea Bering până la Point Barrow⁠(d). De acolo, urma să stabilească un curs direct spre gheață pentru a începe o derivă care urma să se extindă pe patru sau cinci ani. Știința urma să fie la fel de importantă ca și explorarea geografică; Amundsen spera că observațiile continue vor ajuta la explicarea mai multor probleme nerezolvate. Planul a fost primit cu entuziasm, și a doua zi regele Haakon a deschis o listă de subscripție pentru un dar de 20.000 de coroane. La 6 februarie 1909, Parlamentul Norvegian a aprobat un grant de 75.000 de coroane pentru dotarea navei. Strângerea de fonduri și managementul afacerilor expediției au fost puse în sarcina fratelui lui Amundsen, Leon, pentru ca exploratorul să se poată concentra pe aspectele mai practice de organizare.
În martie 1919 s-a anunțat că Shackleton a ajuns la 88° 23′ latitudine sudică — la 97 de mile marine (180 km) de Polul Sud—înainte de a face cale întoarsă; astfel, după cum observa Amundsen, în sud „mai rămâne[a] numai un colțișor”. El a lăudat fără rezerve realizarea lui Shackleton, scriind că acesta este echivalentul în sud al lui Nansen în nord. După această aventură aproape reușită, Scott și-a confirmat imediat intenția de a conduce o expediție (viitoarea expediție Terra Nova) care să cuprindă și „colțișorul” și să revendice obiectivul în numele Imperiului Britanic.

### Personal

Roald Amundsen, liderul expediției

Amundsen a ales trei locotenenți de marină ca ofițeri ai expediției sale: Thorvald Nilsen⁠(d), un navigator care avea să fie secund; Hjalmar Fredrik Gjertsen și Kristian Prestrud⁠(d).  În ciuda faptului că nu avea pregătire medicală, Gjertsen a fost numit medic al expediției și a fost trimis la un „curs-fulger” de chirurgie și stomatologie. Tunarul de marină Oscar Wisting⁠(d) a fost acceptat la recomandarea lui Prestrud, deoarece se putea ocupa de majoritatea sarcinilor. Deși avea puțină experiență anterioară cu câinii de sanie, Amundsen a scris că Wisting a dezvoltat „o tehnică proprie” cu ei și a devenit un util veterinar amator.
De la început, pentru expediție a fost selectat Olav Bjaaland⁠(d), un schior campion care era și tâmplar priceput și producător de schiuri. Bjaaland era din Morgedal⁠(d) în provincia Telemark din Norvegia, o regiune renumită pentru priceperea schiorilor săi și ca loc de origine al pionierului tehnicilor moderne, Sondre Norheim⁠(d). Amundsen împărtășea credința lui Nansen că schiurile și câinii de sanie ofereau de departe cea mai eficientă metodă de transport în zona arctică și era hotărât să recruteze cei mai pricepuți conducători de câini. Helmer Hanssen⁠(d), care și-a dovedit valoarea în expediția Gjøa, a acceptat să călătorească din nou cu Amundsen. Mai târziu, i s-a alăturat Sverre Hassel⁠(d), un expert în câini, și veteran al călătoriei din 1898–1902 a lui Fram, condusă de Sverdrup, și care intenționa să călătorească cu Amundsen numai până la San Francisco. Conștient de valoarea unui bucătar competent, Amundsen și-a asigurat serviciile lui Adolf Lindstrøm⁠(d), un alt veteran de sub Sverdrup care fusese bucătar la bordul lui Gjøa.
Din experiențele sale la bordul lui Belgica și Gjøa, Amundsen a învățat importanța unor însoțitori stabili și compatibili în călătoriile lungi, și cu acest personal cu experiență, simțea că are nucleul expediției sale. El a continuat să recruteze tot anul 1909; În cele din urmă, echipajul lui Fram a totalizat 19 persoane. Toate acestea, cu excepția unuia, au fost alegerile personale ale lui Amundsen; excepția a fost Hjalmar Johansen, care a fost adus la cererea lui Nansen. De la marșul său epic cu Nansen, Johansen nu reușise să se liniștească. În ciuda eforturilor lui Nansen și ale altora de a-l ajuta, viața sa devenise o spirală de alcoolism și datorii. Nansen dorea să-i ofere fostului său tovarăș o ultimă șansă pentru a arăta că el este încă un muncitor capabil în domeniu; simțind că nu poate refuza dorințele lui Nansen, Amundsen l-a acceptat cu reticență pe Johansen. Echipa conținea doi străini: tânărul oceanograf rus Alexandr Kucin⁠(d), discipol al lui Bjorn Helland-Hansen⁠(d) și un inginer suedez, Knut Sundbeck.

### Schimbarea de plan
În septembrie 1909, ziarele scriau știrile că Cook și Peary ajunseseră amândoi la Polul Nord, Cook în aprilie 1908 și Peary un an mai târziu. Rugat să comenteze, Amundsen a evitat să laude direct vreunul dintre exploratori, dar a spus că „probabil va mai rămâne ceva de făcut”. Deși a evitat controversa pe margina afirmațiilor rivalilor, a înțeles imediat că propriile lui planuri aveau să fie grav afectate. Fără promisiunea performanței cuceririi polului, ar fi avut mari greutăți să întrețină interesul public și sursele de finanțare. „Dacă era să fie salvată expediția ... nu-mi mai rămânea decât să încerc să rezolv ultima mare problemă—Polul Sud”. Astfel, Amundsen s-a hotărât să meargă în sud; deriva arctică putea să mai aștepte „un an sau doi” până după cucerirea Polului Sud.
Amundsen nu și-a făcut publică schimbarea de plan. După cum subliniază biograful lui Scott, David Crane, finanțarea publică și privată a expediției a fost alocată activității științifice în Arctica; nu exista nicio garanție că susținătorii vor înțelege sau vor fi de acord cu întoarcerea la 180 de grade propusă. Mai mult, obiectivul modificat îl putea determina pe Nansen să revoce drepturile de utilizare a lui Fram, și pe Parlament să oprească expediția de teamă să nu-l submineze pe Scott și să-i ofenseze pe britanici. Amundsen și-a ascuns intențiile de toată lumea, cu excepția fratelui său Leon și a secundului său, Nilsen. Acest secret a dus la unele probleme etice; Scott îi trimisese lui Amundsen instrumente care să-i permită cele două expediții, la capetele opuse ale pământului, pentru date comparative. Când Scott, venit în Norvegia, pentru a-și testa saniile cu motor, a telefonat acasă la Amundsen pentru a discuta cooperarea, norvegianul nu a primit apelul.
Programul de expediție revizuit în secret impunea ca Fram să părăsească Norvegia în august 1910 și să navigheze spre Madeira în Atlantic, singurul său port de apel. De acolo, nava avea să meargă direct spre Marea Ross în Antarctica, îndreptându-se spre Golful Balenelor⁠(d), un intrând în banchiza de gheață Ross⁠(d) (cunoscută atunci drept „Marea Barieră de Gheață”), unde Amundsen intenționa să-și facă tabăra de bază. Golful Balenelor era punctul cel mai sudic al Mării Ross, până la care o navă putea să pătrundă, cu 60 de mile marine (110 km) mai aproape de Pol decât baza prevăzută de Scott în McMurdo Sound⁠(d). În 1907–09, Shackleton considera că gheața din Golful Balenelor este instabilă, dar din ce a studiat în însemnările lui Shackleton, Amundsen a hotărât că Bariera de aici se sprijină pe bancuri de nisip sau insule stâncoase⁠(d) și că va susține o bază sigură. După debarcarea expediției pe țărm, Fram urma să efectueze activități oceanografice în Atlantic înainte de a prelua expediția de pe uscat de pe mal la începutul anului următor.

### Transport, echipamente și provizii

Olav Bjaaland îmbrăcat pentru călătorie de iarnă: „Nu este o ținută care impresionează după aspect, dar era călduroasă și trainică”

Amundsen nu a înțeles aparenta aversiune a exploratorilor britanici față de câini: „Poate câinele nu și-a înțeles stăpânul? Sau stăpânul nu a înțeles câinele?" scria el mai târziu. În urma deciziei sale de a pleca spre sud, a comandat 100 de câini de sanie⁠(d) groenlandezi⁠(d) — cei mai puternici și mai buni disponibili.
Cizmele de schi ale expediției, special concepute de Amundsen, au fost produsul unei perfecționări prin testare și modificare pe durata a doi ani. Îmbrăcămintea polară a grupului cuprindea costume de piele de focă din Groenlanda de Nord și haine modelate după stilul inuiților Netsilik⁠(d), din piele de ren, piele de lup, pânză de Burberry și gabardină⁠(d). Saniile au fost construite din frasin norvegian, cu tălpi cu schelet de oțel și din hicori⁠(d) american. Schiurile tot din lemn de hicori erau mult mai lungi pentru a reduce probabilitatea de alunecare în crevase. Corturile — „cele mai trainice și mai practice care au fost folosite vreodată” — aveau pardoseli încorporate și necesitau un singur pilon. Pentru gătit în marș, Amundsen a ales soba Primus⁠(d) suedeză în locul aragazului special conceput de Nansen, pentru că a considerat că acesta din urmă ocupă prea mult spațiu.
Din experiențele sale pe Belgica, Amundsen era conștientă de pericolele scorbutului. Deși adevărata cauză a bolii, deficiența de vitamina C, nu a fost înțeleasă la vremea respectivă, în general, se știa că boala poate fi combătută prin consumul de carne proaspătă. Pentru a neutraliza pericolul, Amundsen plănuia să completeze rațiile din timpul marșului pe sanie cu porții regulate de carne de focă⁠(d). El a comandat și un fel special de pemican⁠(d) care cuprinde legume și făină de ovăz: „o mâncare mai stimulantă, mai hrănitoare și mai apetisantă ar fi imposibil de găsit”. Expediția a fost bine aprovizionată cu vinuri și băuturi spirtoase, pentru utilizare ca medicament și în ocazii festive sau sociale. Conștient de scăderea moralului pe Belgica, Amundsen a adus pentru timpul liber o bibliotecă de aproximativ 3.000 de cărți, un gramofon, o cantitate mare de înregistrări și o serie de instrumente muzicale.

### Plecarea

Fram cu pânzele ridicate

În lunile dinaintea plecării, fondurile pentru expediție au devenit mai greu de obținut. Din cauza interesului public limitat, contractele de reclamă în ziare au fost anulate, iar parlamentul a refuzat o cerere pentru încă 25.000 de coroane. Amundsen și-a ipotecat casa pentru a ține expediția în funcțiune; greu îndatorat, ajunsese să depindă acum întru totul de succesul expediției pentru a evita ruina financiară personală.
După o croazieră de încercare de o lună în nordul Atlanticului, Fram a navigat spre Kristiansand la sfârșitul lui iulie 1910 să ia câinii la bord și să facă ultimele pregătiri pentru plecare. În timp ce se afla la Kristiansand, Amundsen a primit o ofertă de ajutor de la Peter „Don Pedro” Christophersen, un expat norvegian al cărui frate era ministrul Norvegiei la Buenos Aires. Christophersen urma să furnizeze combustibil și alte provizii pentru Fram fie la Montevideo, fie la Buenos Aires, ofertă pe care Amundsen a acceptat-o cu recunoștință. Chiar înainte ca Fram să navigheze pe 9 august, Amundsen a dezvăluit adevărata destinație a expediției celor doi ofițeri juniori, Prestrud și Gjertsen. În timpul călătoriei de patru săptămâni spre Funchal din Madeira, s-a dezvoltat o stare de incertitudine în rândul echipajului, care nu putea înțelege unele dintre pregătiri și ale căror întrebări au fost întâmpinate cu răspunsuri evazive din partea ofițerilor. Acest lucru, spune biograful lui Amundsen, Roland Huntford⁠(d), a fost „suficient pentru a genera suspiciune și moral scăzut”.
Fram a ajuns la Funchal pe 6 septembrie. Trei zile mai târziu, Amundsen a informat echipajul despre planul revizuit. El le-a spus că intenționează să facă „o ocolire” către Polul Sud în drumul spre Polul Nord, care era încă destinația sa finală, dar că va trebui să aștepte o perioadă. După ce Amundsen a prezentat noile sale propuneri, fiecare om a fost întrebat dacă este dispus să continue, și toți au răspuns pozitiv. Amundsen a scris o lungă scrisoare de explicații lui Nansen, subliniind modul în care revendicările de cucerire a Polului Nord de către Cook și Peary au dat o „lovitură de moarte” planurilor sale inițiale. El s-a simțit forțat de necesități să acționeze în acest sens, și-a cerut iertare și și-a exprimat speranța că realizările sale vor ispăși în cele din urmă orice rău făcut.
Înainte de plecarea din Funchal la 9 septembrie, Amundsen i-a trimis o telegramă lui Scott, pentru a-l informa și pe el de schimbarea de plan. Nava Terra Nova⁠(d) a lui Scott plecase din Cardiff cu mult tam-tam la 15 iunie, and urma să ajungă în Australia la începutul lui octombrie. La Melbourne a trimis Amundsen telegrama, cu informațiile minimale că se îndreaptă spre sud. Nu se oferea nicio indicație despre planurile norvegianului sau despre destinația lui din Antarctica; Scott a scris secretarului de la Royal Geographical Society (RGS), John Scott Keltie⁠(d): „Vom ști la vremea potrivită, presupun”. Vestea schimbării de plan a lui Amundsen a ajuns în Norvegia la începutul lui octombrie și a provocat un răspuns în general ostil. Deși Nansen și-a dat susținerea și aprobarea cu căldură, acțiunile lui Amundsen au fost, cu câteva excepții, condamnate de presă și public, iar finanțarea a secătuit aproape complet. În Regatul Unit, reacțiile au fost, desigur, nefavorabile; la început vestea nu a fost crezută inclusiv de Keltie, dar aceasta a lăsat apoi loc furiei și indignării. „I-am transmis lui Scot toate detaliile conduitei prefăcute a lui Amundsen ... dacă aș fi în locul lui Scott, nu i-aș lăsa să debarce”, scria Sir Clements Markham⁠(d), influentul fost președinte al RGS. Fără a ști de reacțiile lumii, Fram a navigat spre sud vreme de patru luni. Primele iceberguri au fost văzute în prima zi a lui 1911; bariera de gheață a fost reperată la 11 ianuarie și la 14 ianuarie Fram se afla în Golful Balenelor.

## Primul sezon, 1910–11

### Framheim

Baza de la, februarie 1911

După ce Fram a ancorat în gheață într-un golfuleț din colțul de sud-est al Golfului, Amundsen a ales un loc pentru cabana principală a expediției, la 2,2 mile marine (4,1 km) de navă. Șase echipaje de câini au fost folosite pentru a muta proviziile în acel loc, în timp ce începeau lucrările pentru ridicarea colibei. Bjaaland și Stubberud au înfipt adânc fundația în gheață, nivelând solul înclinat. Deoarece vânturile predominante veneau dinspre est, coliba a fost ridicată pe o axă est-vest, cu ușa orientată spre vest; în acest fel vântul nu prindea decât peretele estic mai scurt.  Acoperișul a fost pus pe poziție în 21 ianuarie și, șase zile mai târziu, coliba era ridicată. Până atunci, s-a acumulat o mare provizie de carne — inclusiv 200 de foci — la bază, pentru a fi utilizate de expediția de pe uscat și pentru a fi pusă la păstrare înainte de călătoria spre pol. Baza a fost poreclită Framheim⁠(d), „casa lui Fram”.
În zorii zilei de 3 februarie, Terra Nova a sosit pe neașteptate în Golful Balenelor.Ea ridicase ancora din Noua Zeelandă la 29 noiembrie 1910 și sosise în McMurdo Sound la începutul lui ianuarie. După ce i-a debarcat pe Scott și pe grupul său principal, Terra Nova luase un grup de șase oameni, în frunte cu Victor Campbell⁠(d), către est spre Țara Regele Edward al VII-lea. Acest grup intenționa să exploreze acest teritoriu pe atunci necunoscut, dar fusese împiedicat de banchiză să se apropie de țărm. Nava se deplasa spre vest de-a lungul marginii Barierei în căutarea unui posibil loc de debarcare când s-a întâlnit cu Fram. Scott speculase anterior că Amundsen și-ar putea pune baza în zona Mării Weddell, pe partea opusă a continentului; această dovadă a faptului că norvegienii urmau să pornească cursa către pol cu un avantaj de 60 de mile marine era o perspectivă alarmantă pentru britanici. Cele două grupuri s-au comportat civilizat unul cu celălalt; Campbell și ofițerii lui, Harry Pennell⁠(d) și George Murray Levick⁠(d), au servit micul dejun la bordul lui Fram, și i-au primit pe gazdele lor de dimineață la prânz pe Terra Nova. Amundsen a aflat cu ușurare că Terra Nova nu avea stație radio, întrucât aceasta i-ar fi pus în pericol strategia de a fi primul cu vestea victoriei polare. L-a îngrijorat însă o remarcă a lui Campbell, care a sugerat că săniile motorizate ale lui Scott funcționau bine. Cu toate acestea, el a oferit expediției britanice un loc de campare alături de Framheim ca bază pentru explorarea Țării Regele Edward al VII-lea. Campbell a refuzat oferta, și s-a îndreptat spre McMurdo Sound pentru a-l informa pe Scott de locația lui Amundsen.

### Călătoriile de aprovizionare

Unul dintre oameni cu un echipaj de câini și cu o sanie pe Barieră la începutul anului 1911

La începutul lui februarie, Amundsen a început să organizeze deplasările pentru aprovizionare pe Barieră, în pregătirea asaltului spre pol din vara următoare. Puncte de aprovizionare poziționate dinainte la intervale regulate pe ruta proiectată urmau să limiteze cantitatea de hrană și combustibil pe care urma să o transporte grupul ce urma să atace Polul Sud. Călătoriile de aprovizionare urmau să fie primele teste adevărate ale echipamentelor, câinilor și oamenilor. Pentru prima călătorie, ce urma să înceapă la 10 februarie 1911, Amundsen i-a ales pe Prestrud, Helmer Hanssen și Johansen să-l însoțească; 18 câini urmau să tragă săniile. Înainte de a pleca, Amundsen a lăsat instrucțiuni lui Nilsen în ce-l privește pe Fram. Nava urma să ridice ancora spre Buenos Aires pentru reaprovizionare, înainte de a începe un program de activități oceanografice în Oceanul Antarctic și, apoi, de a se întoarce la Barieră cât mai puțin după începutul lui 1912.
Când cei patru și-au început drumul spre sud, singurele informații pe care le aveau  despre Barieră proveneau din cărțile publicate de exploratorii dinaintea lor, și anticipau condiții dificile de deplasare. Spre surprinderea lor, au constatat că suprafața Barierei se asemăna destul de mult cu un ghețar convențional; în prima zi, au parcurs 15 mile marine 28 km. Amundsen a observat cât de bine se comportă câinii lui în aceste condiții, și s-a întrebat de unde aversiunea englezilor față de folosirea câinilor pe Barieră. Grupul a ajuns la 80° latitudine sudică la 14 februarie și, după ce a amenajat depozitul de provizii, s-a îndreptat spre casă, ajungând la Framheim în 16 februarie.
A doua incursiune pentru aprovizionare a plecat din Framheim la 22 februarie, cu opt oameni, șapte sănii și patruzeci și doi de câini. Condițiile de pe Barieră se  deterioraseră brusc; temperaturile medii scăzuseră cu 9 °C, și troiene de zăpadă se formaseră pe suprafața de gheață, anterior netedă. În temperaturi ce coborau uneori până la −40 ºC, la 3 martie grupul a ajuns la 81° latitudine sudică, unde au amenajat un al doilea depozit de provizii. Amundsen, Helmer Hanssen, Prestrud, Johansen și Wisting au continuat apoi cu cei mai puternici câini, în speranța de a ajunge la paralela de 83° dar, din cauza condițiilor dificile, s-au oprit la 82° latitudine sudică la 8 martie. Amundsen vedea că câinii sunt epuizați; grupul s-a întors spre tabăra de bază și, cu săniile ușurate, s-au deplasat rapid și au ajuns la Framheim la 22 martie. Amundsen dorea să fie duse mai multe provizii spre sud înainte ca noaptea polară⁠(d) să facă deplasarea imposibilă, și la 31 martie un grup de șapte oameni în frunte cu Johansen au plecat din Framheim către depozitul de provizii de la 80° latitudine sudică cu șase foci omorâte—1.100 kg de carne. Grupul s-a întors la 11 aprilie—trei zile mai târziu decât se aștepta—după ce se rătăciseră într-un câmp de crevase.
Per ansamblu, deplasările de aprovizionare au format trei depozite ce conțineau 3.400 kg de provizii, din care 1.400 kg de carne de focă și 180 l de ulei de parafină. Amundsen a învățat multe din aceste deplasări, mai ales din a doua, când câinii au avut dificultăți cu săniile prea grele. El a hotărât să crească numărul de câini pentru călătoria polară, dacă este nevoie, în detrimentul numărului de oameni. Deplasările au scos la iveală discordii între oameni, în special între Johansen și Amundsen. În timpul celei de a doua călătorii de aprovizionare, Johansen s-a plăns deschis despre natura nesatisfăcătoare a echipamentului; Amundsen considera că autoritatea lui fusese contestată.

### Iarna

Sverre Hassel în depozitul de ulei de la Framheim în timpul iernii 1911

Soarele a apus peste Framheim la 21 aprilie, și nu urma să mai apară timp de patru luni. Amundsen știa despre plictiseala și pierderea de moral de care suferise expediția Belgica pe timpul iernii petrecute între ghețuri, și deși nu se putea merge cu sania, s-a asigurat că grupul de uscat rămânea alert. O treabă urgentă a fost îmbunătățirea săniilor care nu funcționaseră bine pe durata drumurilor de aprovizionare. Pe lângă acelea ce fuseseră alese anume pentru expediție, Amundsen mai adusese și câteva sănii din expediția lui Sverdrup din 1898–1902 cu Fram, despre care acum credea că vor fi mai bune pentru treaba ce va urma. Bjaaland a redus greutatea acestor sănii mai vechi cu aproape o treime cu rindeaua⁠(d), și a construit și trei sănii din lemn de hicori⁠(d). Săniile adaptate urmau a fi folosite pentru traversarea Barierei, în timp ce setul cel nou făcut de Bjaaland urma să fie folosit în etapele finale ale călătoriei, peste platoul polar⁠(d) propriu-zis.  Johansen a pregătit rațiile de sanie (42.000 de biscuiți, 1.320 de conserve de pemican și circa 100 kg de ciocolată), în timp ce alți oameni au lucrat la îmbunătățirea ghetelor, echipamentului de gătit, ochelarilor, schiurilor și corturilor. Pentru a combate pericolele scorbutului, ei mâncau de două ori pe zi carne de focă strânsă și congelată în cantități suficiente înainte de căderea iernii. Bucătarul, Lindstrøm, a suplimentat aportul de vitamina C cu mure pitice și afine⁠(d) la conserve, și a furnizat pâine integrală cu drojdie proaspătă, bogată în vitaminele B.
Deși era încrezător în oamenii și echipamentele sale, Amundsen era, după cum consemna Hassel, chinuit de gândurile la săniile motorizate ale lui Scott și de teama că acestea vor duce grupul britanic la succes. Având în vedere acest lucru, Amundsen a planificat să înceapă călătoria polară imediat ce soarele răsare la sfârșitul lunii august, deși Johansen a avertizat că va fi prea frig pe Barieră atât de devreme. Amundsen a trecut peste sfatul lui, și la răsăritul soarelui, la 24 august au fost pregătite șapte sănii. Îngrijorarea lui Johansen părea justificată, întrucât condițiile dure din următoarele două săptămâni — temperaturi scăzute până la −58 ºC i-au împiedicat pe oameni să plece. Pe 8 septembrie 1911, când temperatura a crescut la −27 ºC, Amundsen a hotărât că nu mai poate aștepta, și grupul celor opt a pornit; Lindstrøm a rămas singur la Framheim.

## Al doilea sezon, 1911–12

Hartă ce ilustrează traseul lui Amundsen către pol, octombrie–decembrie 1911. Depozitele marcate la 80, 81 și 82° au fost amenajate în primul sezon, februarie-martie 1911. Traseul lui Shackleton din 1908–09, urmat de Scott, este la dreapta.

### Start fals
Grupul a făcut progrese bune la început, înaintând circa 15 mile marine (28 km). Câinii au alergat atât de repede încât câțiva din cele mai puternice echipe au fost detașați de la hamuri și legați în urma săniilor ca balast. În hainele lor de piele de lup și de ren, oamenii rezistau la temperaturile de îngheț cât rămâneau în mișcare, dar sufereau când se opreau, și nu puteau să doarmă bine noaptea. Câinilor începeau să le degere labele. La 12 septembrie, cu temperaturile scăzute la −56 ºC, grupul s-a oprit după alte 4 mile marine (7,4 km) și și-a construit igluuri pentru adăpost. Amundsen a recunoscut acum că porniseră prea devreme în marș, și a hotărât să se întoarcă la Framheim. Nu voia să riște viețile oamenilor și câinilor doar din încăpățânare. Johansen a scris în jurnalul său despre nesăbuirea pornirii premature într-o astfel de călătorie istorică și lungă, și de pericolele obsesiei de a termina înaintea englezilor.
La 14 septembrie, la întoarcerea de la Framheim, ei și-au lăsat cea mai mare parte a echipamentelor la depozitul de provizii de la 80° latitudine sudică, pentru a ușura săniile. A doua zi, pe temperaturi sub zero și cu vânt puternic din față, câțiva câini au murit de frig, iar alții, prea slăbiți pentru a continua, au fost puși pe sănii. La 16 septembrie, la 40 mile marine (74 km) de Framheim, Amundsen a ordonat oamenilor săi să înainteze cât mai repede cu putință spre casă. Ne având o sanie a lui, a urcat pe a lui Wisting și a plecat înainte cu Helmer Hanssen și echipa lui, lăsându-i pe ceilalți în urmă. Cei trei au sosit la Framheim după nouă ore, urmați de Stubberud și Bjaaland două ore mai târziu și Hassel la scurt timp după. Johansen și Prestrud erau încă pe gheață, fără hrană sau combustibil; câinii lui Prestrud fuseseră pierduți, și lui îi degeraseră călcâiele. Au ajuns la Framheim după miezul nopții, la peste șaptesprezece ore după ce se întorseseră spre casă.
A doua zi, Amundsen l-a întrebat pe Johansen de ce el și Prestrud au întârziat atât de mult. Johansen a răspuns furios că s-au simțit abandonați și i-au reproșat liderului că și-a lăsat oamenii în urmă. Amundsen avea să-l informeze ulterior pe Nansen că Johansen a fost de o „nesupunere violentă”; ca urmare, el a fost exclus din grupul polar, pe care Amundsen l-a redus acum la cinci oameni. Johansen a fost pus sub comanda lui Prestrud, care avea o experiență mult mai mică de explorator, într-un grup care urma să exploreze Țara Regele Edward al VII-lea. Stubberud a fost convins să li se alăture, lăsându-i pe Amundsen, Helmer Hanssen, Bjaaland, Hassel și Wisting în grupul revizuit de atac al Polului Sud.

### Călătoria la Polul Sud

#### Bariera și munții

Oameni și câini la depozitul de la 85° latitudine sudică, pe drumul către pol,

Deși era nerăbdător să pornească din nou, Amundsen a așteptat până la jumătatea lui octombrie să apară primele semne de primăvară. El era gata de plecare la 15 octombrie, dar a fost reținut de vremea rea timp de încă câteva zile. La 19 octombrie 1911, cei cinci, cu patru sănii și cincizeci și doi de câini, a început călătoria. Vremea s-a înrăutățit rapid și, pe ceață deasă, grupul s-a rătăcit în câmpul de crevase pe care îl descoperise grupul de aprovizionare al lui Johansen în toamna precedentă. Wisting și amintit ulterior cum sania lui, cu Amundsen la bord, era să cadă într-o crevasă după ce puntea de zăpadă s-a rupt sub ea.
În ciuda acestei probleme, ei înaintau câte peste 15 mile marine (28 km) pe zi, și au ajuns la depozitul de provizii de la 82° latitudine sudică la 5 noiembrie. Ei și-au marcat drumul printr-un șir de tumuli din blocuri de zăpadă, la intervale de trei mile. La 17 noiembrie au ajuns la marginea Barierei, față în față cu Munții Transantarctici. Spre deosebire de Scott, care avea să urmeze ruta de pe Ghețarul Beardmore⁠(d) deschisă de Shackleton, Amundsen a trebuit să-și găsească un drum al lui prin munți. După ce a sondat dealurile timp de câteva zile și a urcat până la circa 460 m, grupul a găsit ceea ce părea o rută directă, un ghețar abrupt de 30 mile marine (56 km) lungime ce ducea în sus pe platou⁠(d). Amundsen l-a botezat Ghețarul Axel Heiberg⁠(d), după unul dintre principalii săi finanțatori. A fost o urcare mai grea decât anticipase echipa, prelungită de necesitatea de a face ocoluri, și de zăpada adâncă și moale. După trei zile de urcuș greu, grupul a ajuns în vârful ghețarului. Amundsen era plin de laude pentru câinii lui, și disprețuia ideea cum că ei n-ar putea funcționa în asemenea condiții; la 21 noiembrie grupul călătorise 17 mile și urcase 1.500 m.

#### Marșul spre pol

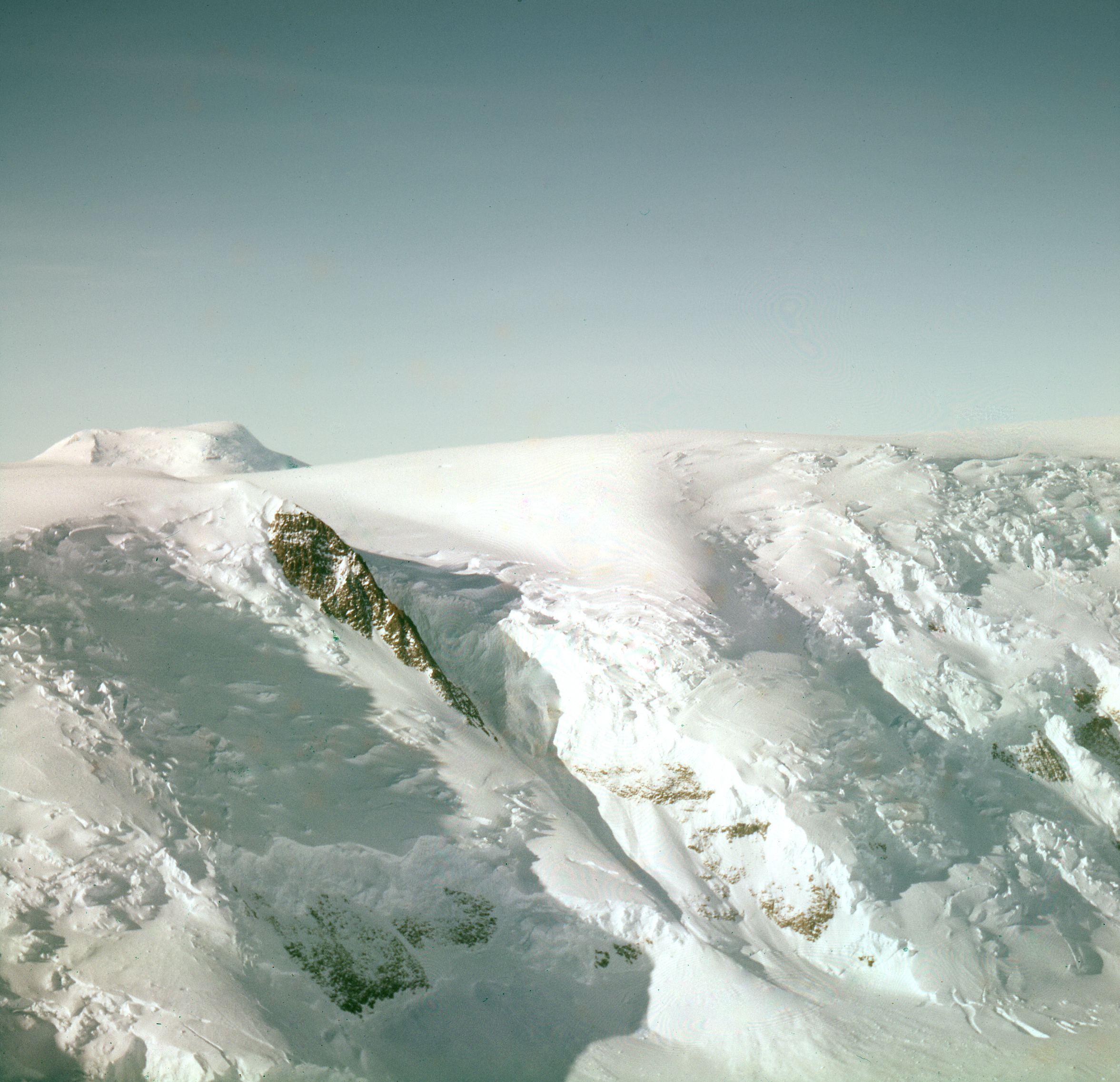
O porțiune neidentificată a ghețarului Axel Heiberg, de pe traseul lui Amundsen către (numit și platoul polar)

După ce a ajuns la 3.200 m în vârful ghețarului, la 85° 36′ latitudine sudică, Amundsen s-a pregătit pentru ultima etapă a călătoriei. Din cei 45 de câini care făcuseră urcarea (7 muriseră pe Barieră), doar 18 aveau să meargă înainte; restul urmau să fie omorâți pentru mâncare. Fiecare conducător de sanie a omorât câini din echipa lui, i-a jupuit, și a împărțit carnea între câini și oameni. „Am botezat locul acela Măcelăria”, își amintea Amundsen. „era tristețe și depresie în atmosferă; ne atașasem de câini noștri”. Regretele nu au împiedicat echipa să se bucure de hrana abundentă; Wisting s-a dovedit deosebit de priceput la prepararea și prezentarea cărnii.
Grupul a încărcat trei sănii cu provizii pentru un marș de 60 de zile, lăsând restul proviziilor și cadavrelor de câine într-un depozit. Vremea rea i-a împiedicat să plece mai departe până la 25 noiembrie, când au pornit cu grijă pe teren necunoscut pe o ceață persistentă. Se deplasau pe o suprafață acoperită cu gheață întreruptă de crevase dese care, împreună cu vizibilitatea slabă, le-au încetinit înaintarea. Amundsen a numit această zonă „Ghețarul Diavolului”. La 4 decembrie au ajuns într-o zonă unde crevasele erau ascunse sub straturi de zăpadă și gheață cu spațiu între ele, care dădeau ceea ce Amundsen a numit un sunet „neplăcut de gol” când grupul trecea peste ele. Această zonă a botezat-o el „Sala de Dans a Diavolului”. Când au ajuns spre sfârșitul zilei pe un sol mai solid, erau la 87° latitudine sudică.
La 8 decembrie, norvegienii au depășit recordul lui Shackleton de latitudine, 88° 23′. Apropiindu-se de pol, ei căutau orice element din peisaj care ar putea indica că o altă expediție ajunsese acolo înaintea lor. Când stăteau în tabără la 12 decembrie, au fost scurt timp alarmați de un obiect negru ce se profila la orizont, dar acela s-a dovedit a fi fecalele câinilor, aflate departe și mărite de un miraj. A doua zi au campat la 89° 45′ latitudine sudică, la 15 mile marine (28 km) de pol. A doua zi, la 14 decembrie 1911, cu acordul tovarășilor lui, Amundsen a mers în fața săniilor și, pe la ora 3 după-amiaza, grupul a ajuns în apropierea Polului Sud. Ei au înfipt drapelul norvegian și au botezat platoul polar „Platoul Regele Haakon al VII-lea”. Amundsen avea ulterior să se gândească la ironia acestei realizări: „Niciodată nu a realizat vreodată cineva ceva atât de diametral opus dorințelor lui. Zona din jurul Polului Nord—diavolul s-o ia—m-a fascinat din copilărie, și iată-mă la Polul Sud. Există nebunie mai mare?”
Timp de următoarele trei zile, oamenii au muncit să repereze poziția exactă a polului; după pretențiile conflictuale și contestate ale lui Cook și Peary din nord, Amundsen a dorit să-i lase lui Scott marcaje inconfundabile. După ce au efectuat mai multe măsurători cu sextantul în diferite momente ale zilei, Bjaaland, Wisting și Hassel au schiat în direcții diferite pentru a „încadra” polul; Amundsen a gândit că, împreună, ei vor înconjura punctul exact. În cele din urmă, grupul a ridicat un cort, pe care l-a numit Polheim⁠(d), cât mai aproape de polul real pe care l-au putut calcula prin observațiile lor. În cort, Amundsen a lăsat echipament pentru Scott și o scrisoare adresată regelui Haakon, pe care i-a cerut lui Scott să o livreze.

#### Întoarcerea la Framheim
La 18 decembrie, grupul a început călătoria înapoi la Framheim. Amundsen era hotărât să se întoarcă la civilizație înaintea lui Scott și să fie primul cu vestea. Cu toate acestea, el și-a limitat distanțele zilnice la 15 mile marine, pentru a păstra puterea câinilor și a oamenilor. Lumina zilei ținea 24 de ore, așa că grupul se deplasa de-a lungul a ceea ce în mod normal era considerat noapte, pentru a menține soarele în spate și a reduce astfel pericolul orbirii de zăpadă⁠(d). Ghidați de tumulii de zăpadă construiți la dus, în ziua de 4 ianuarie 1912 au ajuns la Măcelărie și și-au început coborârea spre Barieră. Oamenii pe schiuri „s-au dus vâjăind”, dar pentru conducătorii de sanie — Helmer Hanssen și Wisting — coborârea era grea; săniile erau greu de manevrat și le-au fost adăugate frâne la tălpi pentru a permite oprirea rapidă atunci când se întâlneau fisuri.
La 7 ianuarie, grupul a ajuns la primul dintre depozitele de provizii din Barieră. Amundsen a simțit acum că ritmul poate fi crescut, iar oamenii au adoptat o rutină de a călători 15 mile marine (28 km), făcând pauze de șase ore, apoi reluând marșul. În acest fel, ei parcurgeau aproximativ 30 mile marine (56 km) pe zi, iar pe 25 ianuarie, la ora 4 dimineața, au ajuns la Framheim. Din cei 52 de câini care au început în octombrie, 11 supraviețuiseră, trăgând 2 sănii. Călătoria spre pol și înapoi durase 99 de zile — cu 10 mai puține decât se estimase — și însemnase parcurgerea a 1.860 mile marine (3.440 km).

#### Informarea lumii
La întoarcerea la Framheim, Amundsen s-a grăbit să încheie expediția. După o cină de rămas bun în colibă, grupul a încărcat câinii supraviețuitori și echipamentul mai valoros la bordul lui Fram, care a plecat spre Golful Balenelor în seara zilei de 30 ianuarie 1912. Destinația era Hobart, în Tasmania. În timpul călătoriei de cinci săptămâni, Amundsen și-a pregătit telegramele și a elaborat primul comunicat pe care avea să-l dea presei. La 7 martie, Fram a ajuns la Hobart, unde Amundsen a aflat rapid că nu există încă nicio veste de la Scott. El a trimis imediat telegrame fratelui său Leon, lui Nansen și regelui Haakon, informându-i succint despre succesul său. A doua zi, el a transmis primul raport complet la Daily Chronicle⁠(d) din Londra, ziar căruia îi vânduse drepturile exclusive. Fram a rămas în Hobart două săptămâni; acolo, i s-a alăturat Aurora⁠(d), nava lui Douglas Mawson⁠(d), care era în slujba Expediției Antarctice Australasiatice⁠(d). Amundsen le-a oferit cadou cei 11 câini supraviețuitori ai săi.

### Alte realizări ale expediției

Nava Expediției Antarctice Japoneze Kainan Maru în Golful Balenelor, ianuarie 1912

#### Grupul estic
La 8 noiembrie 1911, Prestrud, Stubberud și Johansen plecaseră în Țara Regele Edward al VII-lea. Căutarea punctului în care Bariera de Gheață ce acoperea oceanul se transforma în gheață pe uscat s-a dovedit dificilă. La 1 decembrie grupul a observat pentru prima oară ceea ce era fără îndoială uscat, un nunatak ce fusese consemnat de Scott în timpul expediției Discovery din 1902. Ajunși în acest punct, ei au strâns specimene geologice și eșantioane de mușchi, și au explorat puțin împrejurimile înainte de a se întoarce la Framheim la 16 decembrie. Ei au fost primii oameni care au pus piciorul în Țara Regele Edward al VII-lea.

#### FramșiKainan Maru
După ce a plecat din Golful Balenelor la 15 februarie 1911, Fram s-a îndreptat spre Buenos Aires, unde a ajuns la 17 aprilie. Aici, Nilsen a aflat că fondurile expediției erau epuizate; suma care fusese, chipurile, pusă deoparte pentru nevoile navei nu s-a concretizat. Din fericire, prietenul lui Amundsen, Don Pedro Christopherson, a fost prezent și și-a îndeplinit promisiunile anterioare de a furniza provizii și combustibil. Fram a plecat în iunie într-o croazieră oceanografică între America de Sud și Africa, care a ținut următoarele trei luni. Nava s-a întors la Buenos Aires în septembrie pentru ultimele reparații și reaprovizionare, înainte de a naviga spre sud la 5 octombrie. Vânturile puternice și mările furtunoase au prelungit călătoria, dar nava a ajuns în Golful Balenelor la 9 ianuarie 1912. La 17 ianuarie, oamenii din Framheim au fost surprinși de apariția unei a doua nave; era Kainan Maru, care transporta Expediția Antarctică Japoneză⁠(d) condusă de Nobu Shirase⁠(d). Comunicarea dintre cele două expediții a fost limitată de dificultățile lingvistice, deși norvegienii au înțeles că japonezii se îndreptau către Țara Regele Eduard al VII-lea.  Kainan Maru a plecat a doua zi, și pe 26 ianuarie a lăsat o expediție pe Țara Regele Edward al VII-lea. Aceasta a fost prima debarcare pe acest țărm de pe mare; încercările lui Discovery⁠(d) (1902), Nimrod⁠(d) (1908) și Terra Nova (1911) dăduseră greș.

## Urmări

### Reacțiile contemporane

Clements Markham, distinsul geograf britanic, a fost un critic dur al schimbării de plan a lui Amundsen și a exprimat în particular îndoieli cu privire la succesul norvegienilor.

În Hobart, Amundsen a primit telegrame de felicitare, printre alții, de la fostul președinte american Theodore Roosevelt și de la regele George al V-lea al Regatului Unit. Regele și-a exprimat deosebita plăcere că primul port de întoarcere al lui Amundsen la întoarcerea sa a fost pe pământul Imperiului Britanic. În Norvegia, care doar cu șase ani anterior devenise o țară independentă după 500 de ani de dominație daneză și suedeză, vestea a fost proclamată cu titluri pe prima pagină a ziarelor, și în toată țara s-a arborat drapelul național. Toți participanții la expediție au primit medalia norvegiană a Polului Sud (Sydpolsmedaljen), înființată de regele Haakon special pentru a comemora expediția. Cu toate acestea, biograful lui Amundsen, Roland Huntford, menționează „frisoana de sub urale”; un reziduu de neliniște rămas de pe urma tacticii lui Amundsen. Un ziar norvegian și-a exprimat ușurarea că Amundsen a găsit o nouă rută și că nu a mers pe drumul lui Scott din McMurdo Sound.
În Marea Britanie, reacția presei la victoria lui Amundsen a fost reținută, dar în general pozitivă. În afară de comunicatele entuziaste din Daily Chronicle și Illustrated London News — care aveau fiecare un interes financiar în succesul lui Amundsen — Manchester Guardian a remarcat că orice motiv de reproș a fost șters de curajul și hotărârea norvegienilor. Cititorii revistei Young England⁠(d) au fost îndemnați să nu îi poarte pică „curajosului nordic” pentru onoarea pe care o obținuse, iar The Boy's Own Paper⁠(d) a sugerat ca orice băiat britanic să citească relatarea expediției lui Amundsen. Corespondentul The Times l-a mustrat moderat pe Amundsen pentru că nu l-a informat pe Scott decât când a fost prea târziu ca acesta din urmă să mai răspundă, „cu atât mai inutil, cu cât nimeni nu ar fi salutat cooperarea în activitatea de explorare a Polului Sud mai mult decât căpitanul Scott ... Totuși, nimeni care îl cunoaște pe căpitanul Amundsen nu poate avea nicio îndoială cu privire la integritatea sa și, din moment ce el afirmă că a ajuns la Pol, suntem obligați să-l credem”.
Figurile de seamă din RGS au exprimat sentimente mai ostile, cel puțin în privat. Pentru ei, realizarea lui Amundsen a fost rezultatul „unui truc murdar”. Markham a sugerat că afirmația lui Amundsen ar putea fi frauduloasă: „trebuie să așteptăm adevărul până la întoarcerea vasului Terra Nova”. Când, mai târziu, în 1912, Amundsen s-a adresat RGS, s-a simțit lezat după ce Lord Curzon, președintele societății, a cerut în glumă „trei urale pentru câini”. Shackleton nu s-a alăturat în denigrarea victoriei lui Amundsen și l-a numit „poate cel mai mare explorator polar al zilei de astăzi”. Înainte de a afla vestea morții soțului ei, Kathleen Scott⁠(d) a recunoscut că călătoria lui Amundsen „a fost o faptă foarte măreață ... în ciuda iritării, trebuie să-l admirăm”.

### Tragedia lui Scott

Harta care arată călătoriile polare ale expediției Terra Nova a lui Scott (verde) și a expediției lui Amundsen (roșu) pentru a ajunge la Polul Sud

Amundsen a părăsit Hobartul pentru a efectua un turneu de prelegeri în Australia și Noua Zeelandă. A plecat apoi la Buenos Aires, unde a terminat de scris povestea expediției. În Norvegia, a supravegheat publicarea cărții, apoi a vizitat Marea Britanie înainte de a începe un lung turneu de prelegeri în Statele Unite. În februarie 1913, în timp ce se afla la Madison, Wisconsin, a primit vestea că Scott și cei patru tovarăși ai săi au ajuns la pol la 17 ianuarie 1912, dar că toți au murit la 29 martie, în timpul călătoriei de întoarcere. Trupurile lui Scott, Wilson și Bowers⁠(d) fuseseră descoperite în noiembrie 1912, după sfârșitul iernii antarctice. La primirea veștii, Amundsen a reacționat spunând „oribil, oribil”. A urmat un omagiu mai formal: „Căpitanul Scott a lăsat în urmă dovezi de onestitate, de sinceritate, de curaj, de tot ce face un bărbat”.
Conform lui Huntford, vestea morții lui Scott însemna că „Amundsen învingătorul a fost eclipsat ... de Scott martirul”. În Regatul Unit s-a dezvoltat rapid un mit în care Scott apărea ca cel care s-a purtat nobil și a jucat jocul corect. El fusese învins deoarece, dimpotrivă, Amundsen era doar un căutător de glorie care își ascunsese intențiile adevărate, folosise câini în locul forței umane⁠(d) și omorâse apoi aceiași câini pentru hrană. Mai mult, el era considerat un „profesionist” care, în mentalitatea aristocrației britanice a vremii, cumva reducea din meritele a orice ar fi realizat el. Această narațiune a fost întărită puternic de publicarea jurnalelor lui Scott și a „Mesaj[ului] către public” al acestuia. Huntford remarca că „talentul literar [al lui Scott] a fost atuul lui. Părea că ridicase glasul din cortul lui îngropat și că se răzbunase.” Chiar și așa, printre exploratori, numele lui Amundsen a continuat să fie respectat. În relatarea expediției Terra Nova de după câțiva ani, tovarășul lui Scott, Apsley Cherry-Garrard scria că motivul principal pentru succesul lui Amundsen era „foarte remarcabilele calități ale acestui om”, anume curajul de a alege să descopere o rută nouă decât să urmeze calea cunoscută.

### Perspectiva istorică

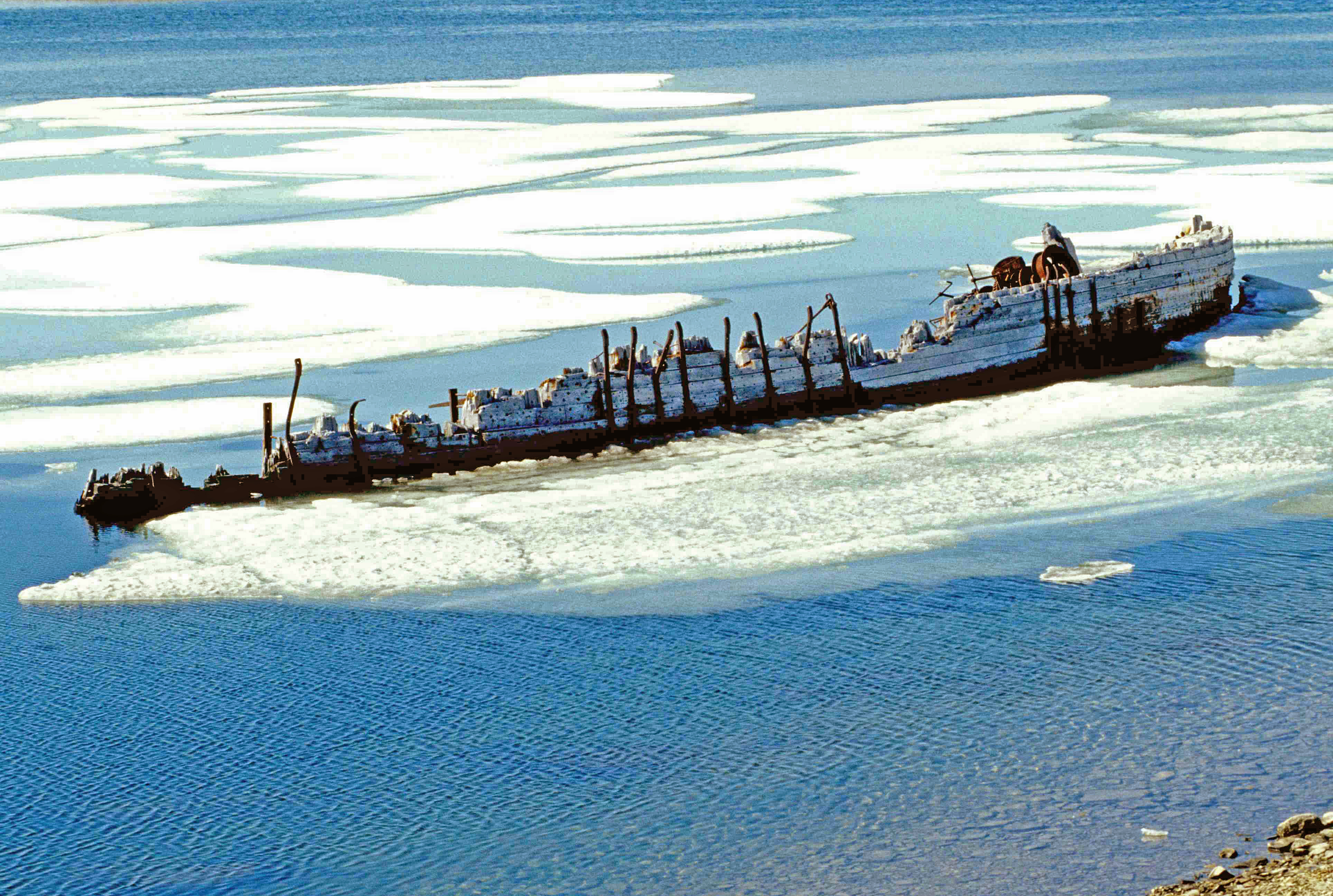
Rămășițele ultimei nave a lui Amundsen, Maud, din Golful Cambridge (Insula Victoria), unde s-a scufundat în 1930.

Izbucnirea Primului Război Mondial în 1914 a amânat începutul derivei polare nordice a lui Amundsen—pentru care expediția de la Polul Sud urma să fie preliminară—până în iulie 1918. El a pornit apoi într-o navă construită special, Maud⁠(d), care a rămas în apele arctice următorii șapte ani. Nava nu a fost dusă în derivă peste Polul Nord, deși în cursul expediției a devenit a doua navă care a traversat Coridorul de Nord-Est⁠(d). Amundsen a părăsit expediția în 1923; în restul vieții sale, el s-a dedicat mai ales explorării polare pe calea aerului. La 12 mai 1926, la bordul dirijabilului Norge, cu Lincoln Ellsworth⁠(d) și Umberto Nobile⁠(d), Amundsen a zburat peste Polul Nord. El și Wisting, care se afla și el în dirijabil, au fost primii oameni care au văzut ambii poli. În 1928, încercând să salveze o altă expediție a lui Nobile, Amundsen a dispărut cu avionul în mările dintre Norvegia și Spitsbergen.
Cei patru omeni care au ajuns la pol cu Amundsen au fost invitați cu toții să-și însoțească liderul în deriva lui Maud. Bjaaland și Hassel au refuzat; niciunul nu a mai participat la alte proiecte polare. Helmer Hanssen și Wisting au primit și au urcat pe Maud; acesta din urmă a preluat conducerea când Amundsen a părăsit expediția. În 1936, Wisting a fost căpitan al lui Fram în ultimul voiaj al navei spre Oslo, unde a devenit muzeu. Johansen, care nu a reușit să se obișnuiască cu viața normală nici la întoarcerea din Antarctica, a devenit retras și necomunicativ. El a refuzat să discute despre experiențele sale sau despre disputa sa cu Amundsen și s-a retras într-o viață de depresie și sărăcie. La 4 ianuarie 1913, s-a împușcat în casa sa din Oslo.
Mitul lui Scott a ținut până în ultimul sfert al secolului al XX-lea, când a fost înlocuit de altul care îl caracteriza drept un „improvizator eroic” al cărui eșec a fost mai ales rezultatul propriilor greșeli. Această imagine, afirmă istorica Stephanie Barczewski, este la fel de falsă ca cea anterioară în care el nu putea fi criticat. La începutul secolului al XXI-lea, alți autor au sugerat explicații mai raționale despre tragedia lui Scott decât incompetența, și reputația lui a fost parțial reabilitată. Revenirea lui Scott în prim plan a adus în lumină și realizările lui Amundsen: Barczewski scrie că „Amundsen și oamenii lui au ajuns la pol printr-o combinație de planificare superbă, îndelungată experiență cu câinii de sanie și cu schiurile, și impresionantă rezistență fizică”. În relatarea expediției lui Scott, Diana Preston⁠(d) este la fel de atentă cu identificarea bazelor succesului lui Amundsen. El s-a concentrat pe obiectivul unic de a ajunge la pol, pe când Scott a trebuit să împace obiectivele concurente de explorare geografică și cunoaștere științifică. „Profesionist practic și experimentat, [Amundsen] a planificat cu grijă și a pus în aplicare toate lecțiile pe care le învățase în Arctica ... s-a bazat exclusiv pe mijloace încercate de transport și a le-a exploatat fără sentiment potențialul de hrană. A fost la fel de eficient și nesentimental și în tratarea oamenilor lui”. Baza științifică a Statelor Unite de la Polul Sud, fondată în 1957, se numește Stația de la Polul Sud Amundsen–Scott, în cinstea memoriei ambilor pionieri polari.

### Cercetări moderne
Într-un articol publicat la 100 de ani după expediția lui Amundsen, cercetătorii au afirmat că cortul și steagurile sunt îngropate sub 17 m de gheață la circa un minut de latitudine distanță de Polul Sud, sau circa o milă marină. Grupul lui Scott a fost  ultimul care a văzut cortul, pe care l-au găsit la 18 ianuarie 1912. Henry Robertson Bowers⁠(d) a făcut o fotografie a cortului, dar a murit pe drumul de întoarcere de la Pol.